# Johann Adam Geßner
Johann Adam Geßner (* 7. Dezember 1755 in Ochsenfurt; † 3. Februar 1807) war ein Bildhauer und Bildstockmeister. Geßner schuf seine Werke vor allem im Umfeld seiner Heimatstadt Ochsenfurt im Hochstift Würzburg. Nach der Auflösung des Stifts im Zuge der Säkularisation verlor er seine Stellung und wurde Steuereintreiber.

## Leben
Johann Adam Geßner wurde am 7. Dezember 1755 in Ochsenfurt geboren, das damals Hauptort der ausgedehnten Besitzungen des Würzburger Domstiftes war. Die Geßners gehörten nicht zu den wohlhabenden Familien der Stadt, der Vater Peter Geßner war als Bäcker und Melber tätig, musste aber sein Einkommen mit einer Arbeit als Wächter des unteren Tores aufbessern. Die Mutter Barbara wurde nach dem Tod Peter Geßners 1765 als arme Witwe bezeichnet. Ihr ist allerdings die Förderung des jungen Johann Adam zu verdanken.
Mit dreizehn Jahren wurde er von der Mutter in die Lehre nach Würzburg geschickt. Er begann als Lehrling beim Hofbildhauer Johann Peter Wagner. Die Lehre schloss er im Frühjahr 1775 ab. Wahrscheinlich folgten nun Wanderjahre, die Geßner nach Köln, Mannheim und Straßburg führten. Erst 1784 kehrte Geßner nach Ochsenfurt zurück. Dort heiratete er am 25. Oktober 1784 Margareta Böhm, die Tochter des Fischers Johann Böhm. Am 25. Oktober 1784 wurde er Bürger in seiner Geburtsstadt.
Im Jahr 1785 erwarb Geßner in Ochsenfurt das Haus des Joseph Dietrich Deichelmann im oberen Stadtviertel. Er erhielt von der Stadt einen Platz vor dem Oberen Tor zugewiesen, wo er seine Arbeiten fertigen und ausstellen konnte. Der Erfolg führte dazu, dass Geßner 1788 ein neues Haus im Brückenviertel erstehen konnte. Geßner war Weinbergsbesitzer im Ochsenfurter Umland und bewirtschaftete als Ackerbürger auch eine kleine landwirtschaftliche Fläche, indem er hier Klee anbaute.
Geßners künstlerische Arbeiten umfassten in den Anfangsjahren vor allem Objekte für Kirchenausstattungen. Später spezialisierte er sich auf Bildstöcke, die sich in größerer Zahl heute noch erhalten haben. Der Bildhauer arbeitete mit den Materialien Alabaster, Stein und Holz und schuf die Werke im Stil des Rokoko, der jedoch bald als veraltet galt. Johann Adam Geßner wurde durch die wirtschaftlichen Umstände nach der Auflösung des Hochstifts Würzburg dazu gezwungen, als sogenannter „Akziß-Nachgeher“ (Steuereintreiber) zu arbeiten. Daneben entstanden aber auch noch vereinzelt künstlerische Arbeiten. Geßner starb am 3. Februar 1807 mit 51 Jahren an Lungenentzündung.

## Werke (Auswahl)
- 1785, Eßfeld, Nikolauskapelle, Josephstatue
- 1785, Rittershausen, St. Matthäus, u. a. Weihkesselfiguren, Taufe Christi, Immaculata
- 1787/1788, Stalldorf, St. Laurentius, u. a. Tabernakel, Teile des Hochaltars
- 1788, Eßfeld, St. Peter und Paul, Seitenaltäre und Kanzel
- 1788, Rittershausen, Kreuzschlepper
- 1798, Aufstetten, Bildstock, Mariä Krönung/Walldürn
- 1800, Goßmannsdorf am Main, Bildstock, Mariä Krönung
- 1801, Baldersheim, Bildstock, 7 Schmerzen Mariä
- 1802, Acholshausen, Feldkreuz
- 1802, Ingolstadt in Unterfranken, Bildstock, Mariä Krönung/Pietà
- 1802, Gaukönigshofen, Bildstock, Maria
- 1802, Gaukönigshofen, Bildstock, Pietà
- 1802, Gaukönigshofen, Sebastianusfigur
- 1802, Hohestadt, Josephsfigur
- 1802, Ochsenfurt, verschiedene Hausfiguren in der Hauptstraße
- 1802, Zeubelried, Bildstock, Dreifaltigkeit und Vierzehn Nothelfer
- 1802, Zeubelried, Bildstock, Pietà
- 1806, Gelchsheim, Friedhof, Kruzifix[3]